# Aidia foveata
Aidia foveata är en måreväxtart som beskrevs av Colin Ernest Ridsdale. Aidia foveata ingår i släktet Aidia och familjen måreväxter. Inga underarter finns listade i Catalogue of Life.